# José Aldo
José Aldo da Silva Oliveira Júnior (Manaos, Amazonas; 9 de septiembre de 1986), más conocido como José Aldo, es un artista marcial mixto brasileño retirado que compitió en la categoría de peso gallo y peso pluma de Ultimate Fighting Championship (UFC) y fue el primer Campeón Mundial de Peso Pluma de la UFC, así como también el cuarto y último campeón de peso pluma de WEC. Durante años, se situó como el mejor luchador peso pluma del mundo por Sherdog, y también fue nombrado el Pelador del Año en 2009.
Aldo es considerado como uno de los mejores luchadores en la historia de las artes marciales mixtas, después de defender su título de UFC siete veces y su título de WEC dos veces.

## Primeros años
José Aldo nació el 9 de septiembre de 1986, en Manaos, Brasil. Cuando era bebé, a Aldo lo dejaron caer sobre una barbacoa, lo que le dejó una cicatriz permanente en el lado izquierdo de la cara.   Durante su adolescencia, le gustaba el fútbol y quería convertirse en profesional. Sus aspiraciones fueron apoyadas por su padre. Pero Aldo se cansó de ser golpeado en peleas callejeras y comenzó a entrenar capoeira para aprender formas de defenderse mejor en las peleas. Aldo solía entrenar capoeira en las calles después de las clases, y una vez llamó la atención de un entrenador de jiu-jitsu brasileño. Invitó a Aldo a probar una sesión de jiu-jitsu y después de la sesión, Aldo decidió dejar la capoeira para empezar a entrenar jiu-jitsu. A los 17 años, Aldo se mudó de Manaos a Río de Janeiro teniendo solo su ropa consigo y la determinación de entrenar artes marciales mixtas allí hasta lograr algo en el deporte.  Es compañero de equipo y compañero de entrenamiento del ex campeón de peso gallo de UFC Renan Barão en Nova União .

## Carrera en las artes marciales mixtas

### Ultimate Fighting Championship
El 28 de octubre de 2010, World Extreme Cagefighting se fusionó con Ultimate Fighting Championship. Como parte de la fusión, todos los luchadores del WEC fueron transferidos al UFC. Aldo se convirtió en el campeón inaugural de peso pluma de UFC y recibió el primer título de peso pluma de UFC el sábado 20 de noviembre de 2010 en UFC 123. Su primera defensa estaba programada para tener lugar en UFC 125 contra Josh Grispi. Aldo se vio obligado a retirarse de UFC 125 después de sufrir una lesión en el cuello.

#### Campeonato de peso pluma de UFC
Aldo hizo su primera defensa del título contra Mark Hominick el 30 de abril de 2011 en UFC 129. Aldo ganó la pelea por decisión unánime. Tras el evento, ambos luchadores ganaron el premio a la Pelea de la Noche.
Después de UFC 129, Dana White mencionó en la rueda de prensa posterior a la pelea que Aldo podría enfrentarse a Chad Mendes en UFC 133. Sin embargo, Aldo no podría pelear hasta octubre después de varias lesiones sufridas durante el combate con Hominick.
Aldo tendría la segunda defensa del título contra Kenny Florian el 8 de octubre de 2011 en UFC 136, en la que ganó por decisión unánime.
El 14 de enero de 2012, Aldo se enfrentó a Chad Mendes en UFC 142. Aldo ganó la pelea por KO en la primera ronda,  dándole la primera derrota profesional de su carrera a Mendes. Tras noquear a Mendes, Aldo celebró la victoria con la muchedumbre y sus fanes, muchos de los cuales eran de su ciudad natal.
Aldo esperaba enfrentarse a Erik Koch el 21 de julio de 2012 en UFC 149. Sin embargo, Aldo fue obligado a salir de la pelea alegando una lesión y la pelea fue pospuesta para el 13 de octubre de 2012 en UFC 153. El 31 de agosto, se anunció que Koch fue obligado a salir de la pelea con otra lesión y sería reemplazado por Frankie Edgar. Sin embargo, el 11 de septiembre el mismo Aldo se vio obligado a retirarse de la pelea con una lesión en el pie.
La pelea reprogramada con Edgar tuvo lugar el 2 de febrero de 2013 en UFC 156, donde Aldo retuvo su cinturón por decisión unánime. Aldo logró conectar varias patadas a las piernas y puñetazos durante toda la pelea, mientras intentaba defender los intentos de derribo de Edgar. Tras el evento, ambos luchadores ganaron el premio a la Pelea de la Noche.
Aldo se enfrentó a Chan-sung Jung el 3 de agosto de 2013 en UFC 163. Aldo ganó la pelea por KO técnico en la cuarta ronda.
El 1 de febrero de 2014, Aldo se enfrentó a Ricardo Lamas en UFC 169. Aldo ganó la pelea por decisión unánime.
Aldo tenía pactada la revancha de su combate con Chad Mendes en UFC 142 para UFC 176. Sin embargo, una lesión del brasileño le impidió participar en el evento, cancelándose este. El 28 de julio de 2014, la UFC anunció la revancha para UFC 179. Aldo ganó la pelea por decisión unánime. Tras el evento, ambos luchadores ganaron el premio a la Pelea de la Noche. y fue seleccionado Pelea del Año por varios medios de MMA.

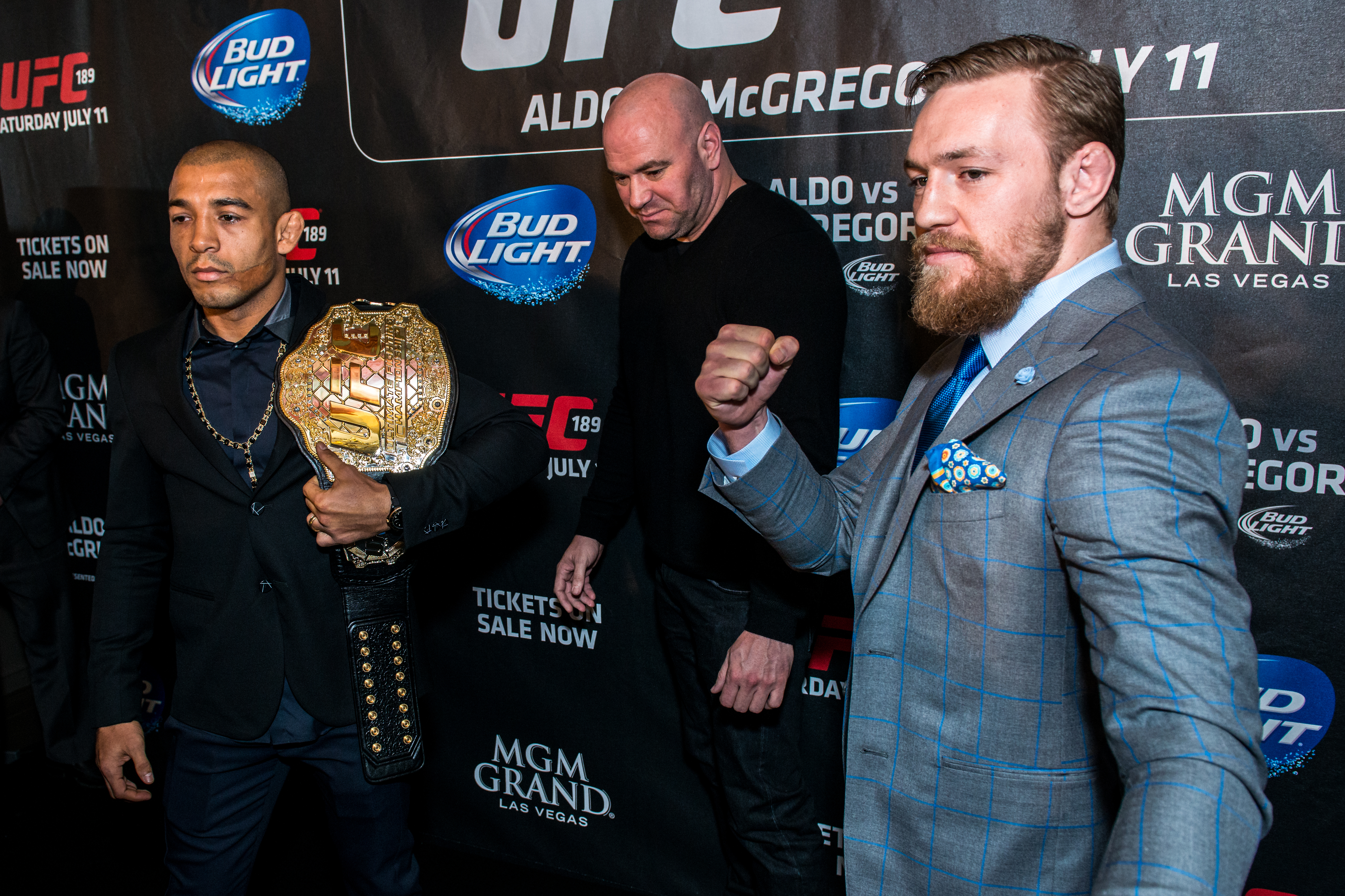
Conor McGregor (derecha), Dana White (medio) y Aldo (izquierda) en Londres como parte de la Gira Mundial promocionando UFC 189 en marzo de 2015

El 12 de diciembre de 2015, Aldo se enfrentó a Conor McGregor por la unificación del título de peso pluma en UFC 194. Aldo perdió la pelea por KO a los 13 segundos.
Aldo se enfrentó a Frankie Edgar en una revancha el 9 de julio de 2016 en UFC 200 por el campeonato interino del peso pluma de UFC. Aldo ganó la lucha por decisión unánime.
El 26 de noviembre de 2016, el campeón de peso pluma de la UFC Conor McGregor fue despojado del título después de ganar el Campeonato de peso ligero de UFC, no habiendo defendido el cinturón de peso pluma desde diciembre de 2015. Como resultado, Aldo fue promovido a campeón de peso pluma.
Aldo enfrentó al campeón interino de peso pluma Max Holloway en una pelea de unificación del título el 3 de junio de 2017, en el evento principal del UFC 212. Después de ganar las primeras dos rondas en las tres tarjetas de puntuación de los jueces, perdió la pelea por nocaut técnico en la tercera ronda. A pesar de la derrota, tras la pelea Aldo recibió su cuarto premio a la Pelea de la Noche. Esta fue la tercera derrota de Aldo en su carrera de 29 peleas.
Aldo estaba programado para enfrentar a Ricardo Lamas el 16 de diciembre de 2017, en UFC on Fox: Lawler vs. dos Anjos. Sin embargo, Aldo fue sacado de la pelea a favor de una revancha con Holloway dos semanas antes en el UFC 218, reemplazando a Frankie Edgar que había sufrido una lesión. Similar a la primera pelea, Aldo dominó en las rondas de apertura pero finalmente perdió  la pelea por nocaut técnico una vez más en la tercera ronda.
Aldo se enfrentó a Jeremy Stephens en UFC on Fox 30 el 28 de julio de 2018. La pelea fue la primera pelea de Aldo sin título (tres asaltos) en más de nueve años. Aldo ganó la pelea por TKO después de un gancho de izquierda al cuerpo que hizo que Stephens fuera incapaz de continuar. Tras el combate, recibió el premio a la Actuación de la Noche.
Aldo se enfrentó a Renato Moicano el 2 de febrero de 2019 en el evento coestelar de UFC Fight Night: Assunção vs. Moraes 2. Ganó el combate por TKO en el segundo asalto. Esta victoria le valió el premio Actuación de la Noche.
Aldo se enfrentó a Alexander Volkanovski en el UFC 237 el 11 de mayo de 2019, en Río de Janeiro, Brasil. Aldo perdió la pelea por decisión unánime.
El 24 de junio de 2019, se anunció que Aldo había firmado un nuevo contrato exclusivo de ocho peleas con la UFC antes de su combate con Volkanovski. Esto marcó una importante desviación de la firme postura anterior de Aldo de retirarse a finales de 2019, en la que declaró "Ya había planeado parar cuando tuviera 30 años y empezar otra cosa. Estoy en un punto en el que tengo que tomar una decisión, y nada va a hacerme cambiar de opinión. Las artes marciales siempre van a formar parte de mi vida, pero todo tiene un principio, un medio y un final. Y veo que esto llega a su fin".

#### Bajada a peso gallo
El 23 de octubre de 2019, se anunció que Aldo bajaría a la división de peso gallo. Se enfrentó a Marlon Moraes en UFC 245 el 14 de diciembre de 2019. Perdió el combate, muy disputado, por decisión dividida.
Se esperaba que Aldo se enfrentara al Campeón de Peso Gallo de la UFC Henry Cejudo el 9 de mayo de 2020 en el entonces UFC 250. Sin embargo, Aldo se retiró el 8 de abril por problemas de visado, ya que se esperaba que el evento se trasladara a Estados Unidos debido a la pandemia de COVID-19. Tras la defensa del título de Cejudo contra Dominick Cruz en UFC 249, Cejudo anunció que se retiraría de la competición activa de artes marciales mixtas y dejó vacante el campeonato de peso gallo de la UFC. La UFC anunció entonces que Aldo se enfrentaría a Petr Yan en UFC 251 el 12 de julio de 2020, por el título vacante de peso gallo. Aldo perdió el combate por nocaut técnico en el quinto asalto.
Aldo se enfrentó a Marlon Vera el 19 de diciembre de 2020 en UFC Fight Night: Thompson vs. Neal. Ganó el combate por decisión unánime.
Aldo se enfrentó a Pedro Munhoz el 7 de agosto de 2021 en UFC 265. Ganó el combate por decisión unánime.
Aldo se enfrentó a Rob Font en el evento principal de UFC on ESPN 31 el 4 de diciembre de 2021. Después de casi acabar con Font con golpes varias veces, Aldo ganó la pelea por decisión unánime.
Aldo se enfrentó a Merab Dvalishvili el 20 de agosto de 2022 en UFC 278. Perdió la pelea por decisión unánime.

#### Retiro
El 18 de septiembre de 2022, el mismo día del nacimiento de su hijo, se anunció que Aldo se había retirado de las MMA faltando una pelea en su contrato con UFC. A pesar de los informes iniciales, Aldo permanece bajo contrato con UFC pero se le concedió permiso para buscar oportunidades en otros deportes.

#### Regreso del retiro
Aldo, que salió de su retiro, enfrentó a Jonathan Martinez el 4 de mayo de 2024 en UFC 301. Aldo ganó la pelea por decisión unánime.
Aldo está programado para enfrentar a Mario Bautista el 5 de octubre de 2024, en UFC 307.

## Carrera de boxeo profesional
Después de muchos años de expresar públicamente su voluntad de boxear, Aldo peleó contra Emmanuel Zambrano en una pelea de exhibición el 10 de febrero de 2023 en el Nova Uniano Upper Arena de Río de Janeiro, Brasil. Aldo derrotó a Zambrano por decisión unánime . Después de la pelea, se informó que Aldo estaba en conversaciones para tener una pelea de exhibición con el boxeador profesional estadounidense Floyd Mayweather Jr. 
El 1 de abril de 2023, Aldo hizo su debut en el boxeo profesional contra el artista estadounidense de artes marciales mixtas Jeremy Stephens en la cartelera de Roy Jones Jr. contra Anthony Pettis en el Fiserv Forum en Milwaukee, Wilwaukee . La pelea terminó por empate mayoritario . 
El 2 de julio de 2023, Aldo se enfrentó al boxeador profesional brasileño Esteban Gabriel Espíndola en el Nova Uniano Upper Arena de Río de Janeiro. Aldo ganó por decisión unánime. 

## Estilo de pelea
Aldo es conocido principalmente por sus golpes y patadas al estilo Muay Thai, junto con su lucha defensiva. Aldo también tiene un cinturón negro en el estilo de lucha libre brasileño Catch Luta livre y Jiu-jitsu brasileño . También ha entrenado Muay Thai con el shootboxer holandés Andy Souwer desde su pelea con Mark Hominick .

## Vida personal
Aldo creció en la pobreza y a menudo pasaba días con poca o ninguna comida . El gerente general del WEC, Reed Harris, afirma: "Me estaban diciendo que Wagnney Fabiano estaría en el gimnasio, que aparecería José y Wagnney me preguntaría: '¿Has comido hoy o ayer?' Si no, iban a buscarle algo de comida. Así de pobre era”. Cuando se le preguntó en una entrevista con WEC cuál es su motivación, Aldo respondió: "Mis deseos personales. Mi sueño, mi objetivo es tener mi propia casa. Este sueño me motiva cada vez más a medida que me acerco a cumplirlo". La película brasileña Mais Forte que o Mundo se basó en sus primeros años de vida.
Aldo tiene una cicatriz en el lado izquierdo de su cara que le hicieron sus hermanas en un accidente con una barbacoa, desde ese momento Aldo era conocido como "Scarface".
Aldo está casado. Su mujer tiene un cinturón morado en jiu-jitsu y ha peleado dos veces profesionalmente en Muay Thai. Tiene 2 hijos: Joana, nacida en 2012, y José, nacido en 2022. En Brasil, es conocido por su talento y lucha por ser un partidario de la asociación de fútbol Clube de Regatas do Flamengo.

## Campeonatos y logros
- Ultimate Fighting Championship
  - Salón de la Fama de UFC (Ala moderna, clase de 2023)[63]
  - Campeón de Peso Pluma de UFC (dos veces, inaugural)
    - Siete defensas exitosas del título (primer reinado)

  - Campeón interino de peso pluma de UFC (una vez)
  - Más defensas titulares exitosas en la historia de la división de peso pluma (7)
  - Más defensas titulares consecutivas en la historia de la división de peso pluma (7)
  - Pelea de la Noche (cuatro veces) vs. Mark Hominick, Frankie Edgar, Chad Mendes y Max Holloway
  - Actuación de la Noche (dos veces) vs. Jeremy Stephens y Renato Moicano

- World Extreme Cagefighting
  - Campeón de Peso Pluma de 4la WEC (una vez, el último)
  - KO de la Noche (tres veces)
  - Más victorias consecutivas en la historia de WEC (8)
  - Invicto en la WEC (8-0)

- FIGHT! Magazine
  - Luchador del Año (2009)

- Sherdog
  - Luchador del Año (2009)[64]

- World MMA Awards
  - Luchador del Año Charles "Mask" Lewis (2010)

## Récord en artes marciales mixtas
| Récord profesional | Récord profesional | Récord profesional |
| 42 peleas          | 32 victorias       | 10 derrotas        |
| ------------------ | ------------------ | ------------------ |
| Nocaut             | 17                 | 4                  |
| Sumisión           | 1                  | 1                  |
| Decisión           | 14                 | 5                  |

| Resultado | Registro | Oponente              | Método                         | Evento                                 | Fecha                    | Asalto | Tiempo | Localización           | Notas |
| --------- | -------- | --------------------- | ------------------------------ | -------------------------------------- | ------------------------ | ------ | ------ | ---------------------- | --- |
| Derrota   | 32–10    | Aiemann Zahabi        | Decisión (unánime)             | UFC 315                                | 10 de mayo de 2025       | 3      | 5:00   | Montreal               | Se retiró después de la pelea |
| Derrota   | 32–9     | Mario Bautista        | Decisión (dividida)            | UFC 307                                | 5 de octubre de 2024     | 3      | 5:00   | Salt Lake City, Utah   | |
| Victoria  | 32–8     | Jonathan Martinez     | Decisión (unánime)             | UFC 301                                | 4 de mayo de 2024        | 3      | 5:00   | Río de Janeiro         | |
| Derrota   | 31–8     | Merab Dvalishvili     | Decisión (unánime)             | UFC 278                                | 20 de agosto de 2022     | 3      | 5:00   | Salt Lake City, Utah   | |
| Victoria  | 31–7     | Rob Font              | Decisión (unánime)             | UFC on ESPN: Font vs. Aldo             | 4 de diciembre de 2021   | 5      | 5:00   | Las Vegas, Nevada      | |
| Victoria  | 30–7     | Pedro Munhoz          | Decisión (unánime)             | UFC 265                                | 7 de agosto de 2021      | 3      | 5:00   | Houston, Texas         | |
| Victoria  | 29–7     | Marlon Vera           | Decisión (unánime)             | UFC Fight Night: Thompson vs. Neal     | 19 de diciembre de 2020  | 3      | 5:00   | Las Vegas, Nevada      | |
| Derrota   | 28–7     | Petr Yan              | TKO (golpes)                   | UFC 251                                | 11 de julio de 2020      | 5      | 3:24   | Abu Dabi               | Por el vacante Campeonato de Peso Gallo de UFC. |
| Derrota   | 28–6     | Marlon Moraes         | Decisión (dividida)            | UFC 245                                | 14 de diciembre de 2019  | 3      | 5:00   | Paradise, Nevada       | Debut en peso gallo. |
| Derrota   | 28–5     | Alexander Volkanovski | Decisión (unánime)             | UFC 237                                | 11 de mayo de 2019       | 3      | 5:00   | Río de Janeiro         | |
| Victoria  | 28–4     | Renato Moicano        | TKO (golpes)                   | UFC Fight Night: Assunção vs. Moraes 2 | 2 de febrero de 2019     | 2      | 0:44   | Fortaleza              | Actuación de la Noche. |
| Victoria  | 27–4     | Jeremy Stephens       | TKO (golpes al cuerpo)         | UFC on Fox: Alvarez vs. Poirier 2      | 28 de julio de 2018      | 1      | 4:19   | Calgary, Alberta       | Actuación de la Noche |
| Derrota   | 26–4     | Max Holloway          | TKO (golpes)                   | UFC 218                                | 2 de diciembre de 2017   | 3      | 4:51   | Detroit, Míchigan      | Por el Campeonato de Peso Pluma de UFC. |
| Derrota   | 26–3     | Max Holloway          | TKO (golpes)                   | UFC 212                                | 3 de junio de 2017       | 3      | 4:13   | Río de Janeiro         | Perdió el Campeonato de Peso Pluma de UFC; Pelea de la Noche                                                                                        |
| Victoria  | 26–2     | Frankie Edgar         | Decisión (unánime)             | UFC 200                                | 9 de julio de 2016       | 5      | 5:00   | Las Vegas, Nevada      | Ganó el Campeonato interino de Peso Pluma de la UFC; Más tarde al Conor McGregor dejar el título vacante, Aldo fue ascendido a campeón indiscutido. |
| Derrota   | 25–2     | Conor McGregor        | KO (golpe)                     | UFC 194                                | 12 de diciembre de 2015  | 1      | 0:13   | Las Vegas, Nevada      | Perdió el Campeonato de Peso Pluma de la UFC. |
| Victoria  | 25–1     | Chad Mendes           | Decisión (unánime)             | UFC 179                                | 25 de octubre de 2014    | 5      | 5:00   | Río de Janeiro         | Defendió el Campeonato de Peso Pluma de la UFC; Pelea de la Noche; Pelea del Año (2014).                                                            |
| Victoria  | 24–1     | Ricardo Lamas         | Decisión (unánime)             | UFC 169                                | 1 de febrero de 2014     | 5      | 5:00   | Newark, Nueva Jersey   | Defendió el Campeonato de Peso Pluma de la UFC. |
| Victoria  | 23–1     | Chan-sung Jung        | TKO (golpes)                   | UFC 163                                | 3 de agosto de 2013      | 4      | 2:00   | Río de Janeiro         | Defendió el Campeonato de Peso Pluma de UFC. |
| Victoria  | 22–1     | Frankie Edgar         | Decisión (unánime)             | UFC 156                                | 2 de febrero de 2013     | 5      | 5:00   | Las Vegas, Nevada      | Defendió el Campeonato de Peso Pluma de la UFC; Pelea de la Noche.                                                                                  |
| Victoria  | 21–1     | Chad Mendes           | KO (rodillazo y golpes)        | UFC 142                                | 14 de enero de 2012      | 1      | 4:59   | Río de Janeiro         | Defendió el Campeonato de Peso Pluma de la UFC. |
| Victoria  | 20–1     | Kenny Florian         | Decisión (unánime)             | UFC 136                                | 8 de octubre de 2011     | 5      | 5:00   | Houston, Texas         | Defendió el Campeonato de Peso Pluma de la UFC. |
| Victoria  | 19–1     | Mark Hominick         | Decisión (unánime)             | UFC 129                                | 30 de abril de 2011      | 5      | 5:00   | Toronto                | Defendió el Campeonato de Peso Pluma de la UFC; Pelea de la Noche.                                                                                  |
| Victoria  | 18–1     | Manvel Gamburyan      | KO (golpes)                    | WEC 51                                 | 30 de septiembre de 2010 | 2      | 1:32   | Broomfield, Colorado   | Defendió el Campeonato de Peso Pluma de la WEC; Ascendido al Campeonato de Peso Pluma de la UFC.                                                    |
| Victoria  | 17–1     | Urijah Faber          | Decisión (unánime)             | WEC 48                                 | 24 de abril de 2010      | 5      | 5:00   | Sacramento, California | Defendió el Campeonato de Peso Pluma de la WEC. |
| Victoria  | 16–1     | Mike Brown            | TKO (golpes)                   | WEC 44                                 | 18 de noviembre de 2009  | 2      | 1:20   | Las Vegas, Nevada      | Ganó el Campeonato de Peso Pluma de l WEC; KO de la Noche.                                                                                          |
| Victoria  | 15–1     | Cub Swanson           | TKO (doble rodillazo y golpes) | WEC 41                                 | 7 de junio de 2009       | 1      | 0:08   | Sacramento, California | Eliminatoria por el título; KO de la Noche. |
| Victoria  | 14–1     | Chris Mickle          | TKO (golpes)                   | WEC 39                                 | 1 de marzo de 2009       | 1      | 1:39   | Corpus Christi, Texas  | |
| Victoria  | 13–1     | Rolando Pérez         | KO (rodillazo y golpes)        | WEC 38                                 | 25 de enero de 2009      | 1      | 4:15   | San Diego, California  | KO de la Noche. |
| Victoria  | 12–1     | Jonathan Brookins     | TKO (golpes)                   | WEC 36                                 | 5 de noviembre de 2008   | 3      | 0:45   | Hollywood, Florida     | |
| Victoria  | 11–1     | Alexandre Nogueira    | TKO (codazos)                  | WEC 34                                 | 1 de junio de 2008       | 2      | 3:22   | Sacramento, California | WEC debut. |
| Victoria  | 10–1     | Shoji Maruyama        | Decisión (unánime)             | Pancrase                               | 27 de julio de 2007      | 3      | 5:00   | Tokio                  | |
| Victoria  | 9–1      | Fábio Mello           | Decisión (unánime)             | TFC 3                                  | 2 de mayo de 2007        | 3      | 5:00   | Río de Janeiro         | |
| Victoria  | 8–1      | Thiago Meller         | Decisión (unánime)             | GFC 1                                  | 20 de mayo de 2006       | 3      | 5:00   | Río de Janeiro         | |
| Derrota   | 7–1      | Luciano Azevedo       | Sumisión (rear-naked choke)    | Jungle Fight 5                         | 26 de noviembre de 2005  | 2      | 3:37   | Manaos                 | |
| Victoria  | 7–0      | Micky Young           | TKO (golpes)                   | FX3                                    | 15 de octubre de 2005    | 1      | 1:05   | Reading                | |
| Victoria  | 6–0      | Phil Harris           | TKO (parada médica)            | UK-1                                   | 17 de septiembre de 2005 | 1      |        | Portsmouth             | |
| Victoria  | 5–0      | Anderson Silverio     | Sumisión (patadas de fútbol)   | Meca 12                                | 9 de julio de 2005       | 1      | 8:33   | Río de Janeiro         | |
| Victoria  | 4–0      | Aritano Silva Barbosa | KO (patadas de fútbol)         | Rio MMA 1                              | 12 de mayo de 2005       | 1      | 0:20   | Río de Janeiro         | |
| Victoria  | 3–0      | Luiz de Paula         | Sumisión (arm-triangle choke)  | Shooto 7                               | 19 de marzo de 2005      | 1      | 1:54   | Río de Janeiro         | |
| Victoria  | 2–0      | Hudson Rocha          | TKO (parada médica)            | Shooto Brazil                          | 23 de octubre de 2004    | 1      | 5:00   | São Paulo              | |
| Victoria  | 1–0      | Mario Bigola          | KO (patada a la cabeza)        | EcoFight 1                             | 10 de agosto de 2004     | 1      | 0:18   | Amapá                  | |

## Récord en boxeo profesional
| Récord profesional | Récord profesional | Récord profesional |
| 2 peleas           | 1 victoria         | 0 derrotas         |
| ------------------ | ------------------ | ------------------ |
| Decisión           | 1                  | 0                  |
| Empate             | 1                  | 1                  |

| Resultado | Récord | Oponente                  | Método               | Asalto - Tiempo | Fecha              | Localización                                      | Notas |
| Victoria  | 1–0-1  | Esteban Gabriel Espindola | Decisión (unánime)   | 6               | 2 de julio de 2023 | Nova Uniao Upper Arena, Río de Janeiro, Brasil    |       |
| Empate    | 0-0-1  | Jeremy Stephens           | Empate (mayoritario) | 6               | 1 de abril de 2023 | Fiserv Forum Milwaukee, Wisconsin, Estados Unidos |       |

## Peleas en Pay-per-view
| N.º            | Evento         | Pelea                  | Fecha                   | Sede                       | Ciudad                                 | Compras de PPV |
| -------------- | -------------- | ---------------------- | ----------------------- | -------------------------- | -------------------------------------- | -------------- |
| 1.             | Wec 48         | Aldo vs. Faber         | 24 de abril de 2010     | Arena ARCO                 | Sacramento, California, Estados Unidos | 175.000        |
| 2.             | UFC 142        | Aldo vs. Mendes        | 14 de enero de 2012     | Estadio HSBC               | Río de Janeiro, Brasil                 | 235.000        |
| 3.             | UFC 156        | Aldo vs. Edgar         | 2 de febrero de 2013    | Mandalay Bay Events Center | Paradise, Nevada, Estados Unidos       | 330.000        |
| 4.             | UFC 163        | Aldo vs. Korean Zombie | 3 de agosto de 2013     | HSBC Arena                 | Río de Janeiro, Brasil                 | 180.000        |
| 5.             | UFC 179        | Aldo vs. Mendes 2      | 25 de octubre de 2014   | Ginásio do Maracanãzinho   | Río de Janeiro, Brasil                 | 180.000        |
| 6.             | UFC 194        | Aldo vs. Mcgregor      | 12 de diciembre de 2015 | MGM Grand Garden Arena     | Las Vegas, Nevada, Estados Unidos      | 1.200.000      |
| 7.             | UFC 212        | Aldo vs. Holloway      | 3 de junio de 2017      | Jeunesse Arena             | Río de Janeiro, Brasil                 | 200.000        |
| 8.             | UFC 218        | Holloway vs. Aldo 2    | 2 de diciembre de 2017  | Little Caesars Arena       | Detroit, Míchigan, Estados Unidos.     | 230.000        |
| Ventas totales | Ventas totales | Ventas totales         | Ventas totales          | Ventas totales             | Ventas totales                         | 2.730.000      |